# Hradec nad Svitavou (železniční zastávka)
Hradec nad Svitavou je železniční zastávka v západní části obce Hradec nad Svitavou v okresu Svitavy v Pardubickém kraji. Zastávku odděluje od centra města řeka Svitava. Leží na dvoukolejné trati Brno – Česká Třebová, která je v obvodu zastávky elektrizovaná (25 kV 50 Hz AC).

## Historie
Stanice byla vybudována jakožto součást Severní státní dráhy spojující primárně tratě v majetku společnosti procházející Brnem a Českou Třebovou. Práce započaly roku 1843 ve směru od Brna v Obřanech, hlavním projektantem trati se stal inženýr Hermenegild von Francesconi. Práce zajišťovala brněnská stavební firma bratří Kleinů, která po určitou dobu měla svou kancelář v domě rodiny Blodigů ve Svitavách. První vlak projel nádražím 1. ledna 1849, roku 1869 byla zdvoukolejněna.
Roku 1854 byla trať privatisována a provozovatelem se stala Rakouská společnost státní dráhy (StEG). Roku 1909 byla StEG zestátněna a provozovatelem se staly Císařsko-královské státní dráhy (kkStB), po vzniku samostatného Československa přešla stanice pod Československé státní dráhy
K elektrizaci trati procházející zastávkou úseku Česká Třebová – Brno došlo až v 90. letech, pravidelný provoz elektrických souprav zde byl zahájen v roce 1999.

## Popis
Zastávkou prochází První železniční koridor, leží na trase 4. Panevropského železničního koridoru. V letech 1992–1998 prošel celý traťový úsek rekonstrukcí, v rámci které byla stanice přeměněna na zastávku. Nachází se zde dvě jednostranná nástupiště propojená podchodem.